# Cixilo
Cixilo, död efter 694, var drottning av det Västgotiska riket 687-? som gift med kung Egica (kung 687–702).
Hon försköts av kungen 687 och fängslades i ett kloster anklagad för äktenskapsbrott, men återinstallerades i sin ställning som drottning. Hon nämns som drottning sista gången 694. 